# Vlădoșești
Vlădoșești falu Romániában, Erdélyben, Fehér megyében. Közigazgatásilag Aranyosszohodol községhez tartozik.

## Fekvése
Aranyosszohodol közelében, Luminești mellett fekvő település.

## Története
Vlădoşeşti korábban Luminești része volt, 1956 körül vált külön 110 lakossal. 1966-ban 97, 1977-ben 93, 1992-ben 94, 2002-ben pedig 88 román lakosa volt.